# Hearts Are Trumps (film fra 1920)
Hearts Are Trumps er en amerikansk stumfilm fra 1920 af Rex Ingram.

## Medvirkende
- Winter Hall som Lord Altcar
- Frank Brownlee som Michael Wain
- Alice Terry som Dora Woodberry
- Francelia Billington som Lady Winifred
- Joseph Kilgour som Lord Burford
- Brinsley Shaw som Maurice Felden
- Thomas Jefferson som Henry Dyson
- Norman Kennedy som John Gillespie
- Edward Connelly som Christopher
- Bull Montana som Jake
- Howard Crampton